# Agrón de Lidia
Agrón o Argón (fl. C. 1192 a. C.) fue un rey legendario de Lidia, a quien Heródoto nombra como el primero de la dinastía Heráclida. Antes de que asumiera el trono, la familia gobernante había sido el linaje meoniano de Lido, de quien se derivaba el nombre del país.
Según Heródoto, la dinastía Heráclida en Lidia reinó continuamente a lo largo de 22 generaciones durante 505 años. El último de la línea fue Candaules, cuya fecha de muerte fue c. 687 a. C., por lo que el cálculo de Heródoto sugiere c. 1192 a. C. para la adhesión de Agrón.